# Tommy Cavanagh
Thomas Henry Cavanagh (Liverpool, 29 giugno 1928 – 4 marzo 2007) è stato un allenatore di calcio e calciatore inglese, di ruolo attaccante.

## Carriera

### Giocatore

#### Club
Cavanagh giocò nel Preston North End, prima di trasferirsi allo Stockport County. In seguito, vestì le maglie di Huddersfield Town, Doncaster Rovers, Bristol City e Carlisle United.

### Allenatore
Cavanagh iniziò la carriera da allenatore al Cheltenham Town. Guidò poi il Brentford, prima di diventare tecnico dei norvegesi del Rosenborg. Successivamente, fu manager del Burnley.